# Surinam na Letnich Igrzyskach Paraolimpijskich 2008
Surinam na Letnich Igrzyskach Paraolimpijskich 2008 w Pekinie reprezentował jeden mężczyzna. Był to drugi start reprezentacji Surinamu na igrzyskach paraolimpijskich (poprzedni miał miejsce cztery lata wcześniej).

## Wyniki

### Lekkoatletyka
Mężczyźni
- Biondi Misasi – bieg na 100 m T13, 7. miejsce w biegu eliminacyjnym (11,87 s)[2].